# Sœurs missionnaires du Saint Sacrement et de Marie Immaculée
Les sœurs missionnaires du Saint Sacrement et de Marie Immaculée (en latin : Instituti  Missionariarum a Ss.mo Sacramento et a Beata Maria Virgine Immaculata ) sont une congrégation religieuse féminine enseignante, missionnaire et contemplative de droit pontifical.

## Historique
La congrégation est fondée le 25 mars 1896 à Grenade par Marie Émilie Riquelme y Zayas (1847-1940) qui prend l'habit religieux avec sept compagnes. Du vivant de la fondatrice, des maisons sont fondées en Espagne, au Brésil et au Portugal ; le développement de la congrégation est interrompu en raison de la guerre civile espagnole mais reprend après 1939 avec l'ouverture de succursales au Chili et en Bolivie. 
L'institut reçoit le décret de louange le 15 décembre 1909. Il est agrégé à l'ordre des frères mineurs le 3 juillet 1912 et ses constitutions sont définitivement approuvées par le Saint-Siège le 2 août 1938. 
En 2010, la congrégation des zélatrices du culte eucharistique fusionne avec elles. L'institut est fondé en 1874 à Palma de Majorque par le prêtre Miguel Maura Montaner pour l'adoration réparatrice du Saint-Sacrement et la préparation d'hosties et de paramentique.

## Activité et diffusion
Les sœurs se consacrent à l'adoration perpétuelle du Saint-Sacrement, à l'enseignement et à toute œuvre demandée par les évêques sur les terres de mission.
Elles sont présentes en :
- Europe : Espagne, Portugal.
- Amérique du Nord : États-Unis, Mexique.
- Amérique du Sud : Bolivie, Brésil, Colombie.
- Afrique : Angola.

La maison généralice est à Madrid. 
En 2017, la congrégation comptait 229 sœurs dans 39 maisons.